# Epsom (del av en befolkad plats)
Epsom är en del av en befolkad plats i Australien. Den ligger i kommunen Greater Bendigo och delstaten Victoria, omkring 130 kilometer nordväst om delstatshuvudstaden Melbourne.
Runt Epsom är det ganska glesbefolkat, med 38 invånare per kvadratkilometer.. Närmaste större samhälle är Bendigo, nära Epsom. 
I omgivningarna runt Epsom växer huvudsakligen savannskog. Genomsnittlig årsnederbörd är 618 millimeter. Den regnigaste månaden är februari, med i genomsnitt 87 mm nederbörd, och den torraste är januari, med 17 mm nederbörd.